# Nycke Groot
Cornelia Nycke Groot (nascida em 4 de maio de 1988) é uma handebolista holandesa. Integrou a seleção holandesa feminina que terminou na quarta posição no handebol dos Jogos Olímpicos de Verão de 2016, realizados no Rio de Janeiro, Brasil. Atua como armadora central e joga pelo clube Győri Audi ETO KC. Foi medalha de prata no Campeonato Mundial de Handebol Feminino de 2015, na Dinamarca.